# Leptomysis mediterranea
Leptomysis mediterranea is een aasgarnalensoort uit de familie van de Mysidae. De wetenschappelijke naam van de soort is voor het eerst geldig gepubliceerd in 1877 door G.O. Sars.